# فارزة (غدة)
| الإفراز الخارجي                                 |
| فارزة أو ناتح - بواسطة الإخراج الخلوي           |
| مفترزة – بواسطة تبرعم الغشاء (ضياع السيتوبلازم) |
| منفرزة – بواسطة تمزق الغشاء                     |

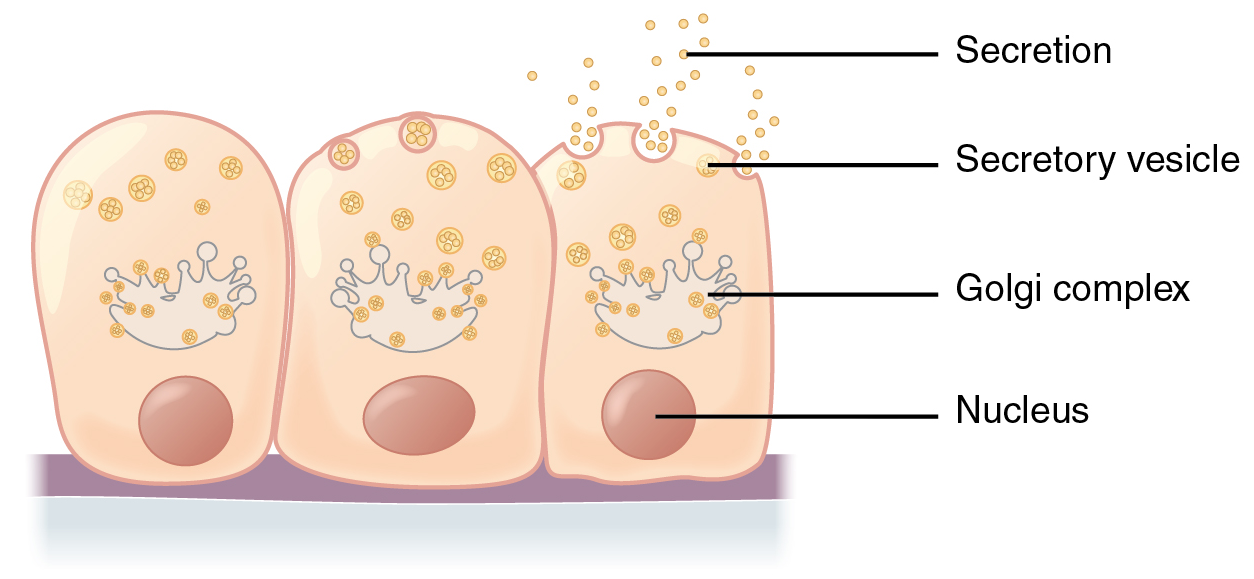
إفراز الغدد الفارِزَة

الفارِزَة أو المفرزة أو الناتحة هو مصطلح يستخدم لتصنيف إحدى طرق الإفراز في الغدد الخارجية الإفراز في دراسة الأنسجة.
بشكل عام، تصنف الغدد الخارجية الإفراز على أنها فارزة أو مفترزة أو منفزة، اعتمادًا على طريقة إفرازها. جميع هذه الأنواع تكون قادرة على تفريغ إفرازاتها عبر أقنية مخصصة (نظام قنوي). جميع الغدد التي تفرز الإنزيمات في الجهاز الهضمي أو أسيني البنكرياس تصنف على أنها فارزة، لأنها لا تفقد أي جزء من الخلية الإفرازية أثناء الإفراز الذي يحدث عن طريق الإخراج الخلوي.
الغدد الثديية، التي تفرز الحليب، هي من النوع المُفترَز. تتراكم النهاية القمية للخلايا المواد الإفرازية ويتم ضغط قمة الخلية لتحرير المنتج. 
يتم تصنيف الخلايا على أنها فارزة إذا كانت تفرز إفرازات تلك الخلية عن طريق الإخراج الخلوي من الخلايا الإفرازية إلى النسيج الظهاري أو القنوات ومن ثم على سطح جسدي أو في التجويف.
طريقة الغدة الفارزة في الإفراز هي الأكثر شيوعًا. تطلق الغدة نواتجها ولا يتم فقد أو تلف أي جزء من الغدة (قارن بين المفترزة والمفرزة).
يستخدم مصطلح الناتحة على وجه التحديد للإشارة إلى إفرازات الغدة الفارزة في الغدد العرقية (الغدد العرقية المفرزة)، على الرغم من أن مصطلح الفارزة والمفرزة والناتحة غالبًا ما يستخدم بشكل مترادف.

## أمثلة
الغدد اللعابية
الغدد البنكرياسية
بعض أنواع الغدة العرقية. طالع الغدة العرقية المفرزة

## روابط خارجية
- رسم تخطيطي في uwa.edu.au